# 金華信号場

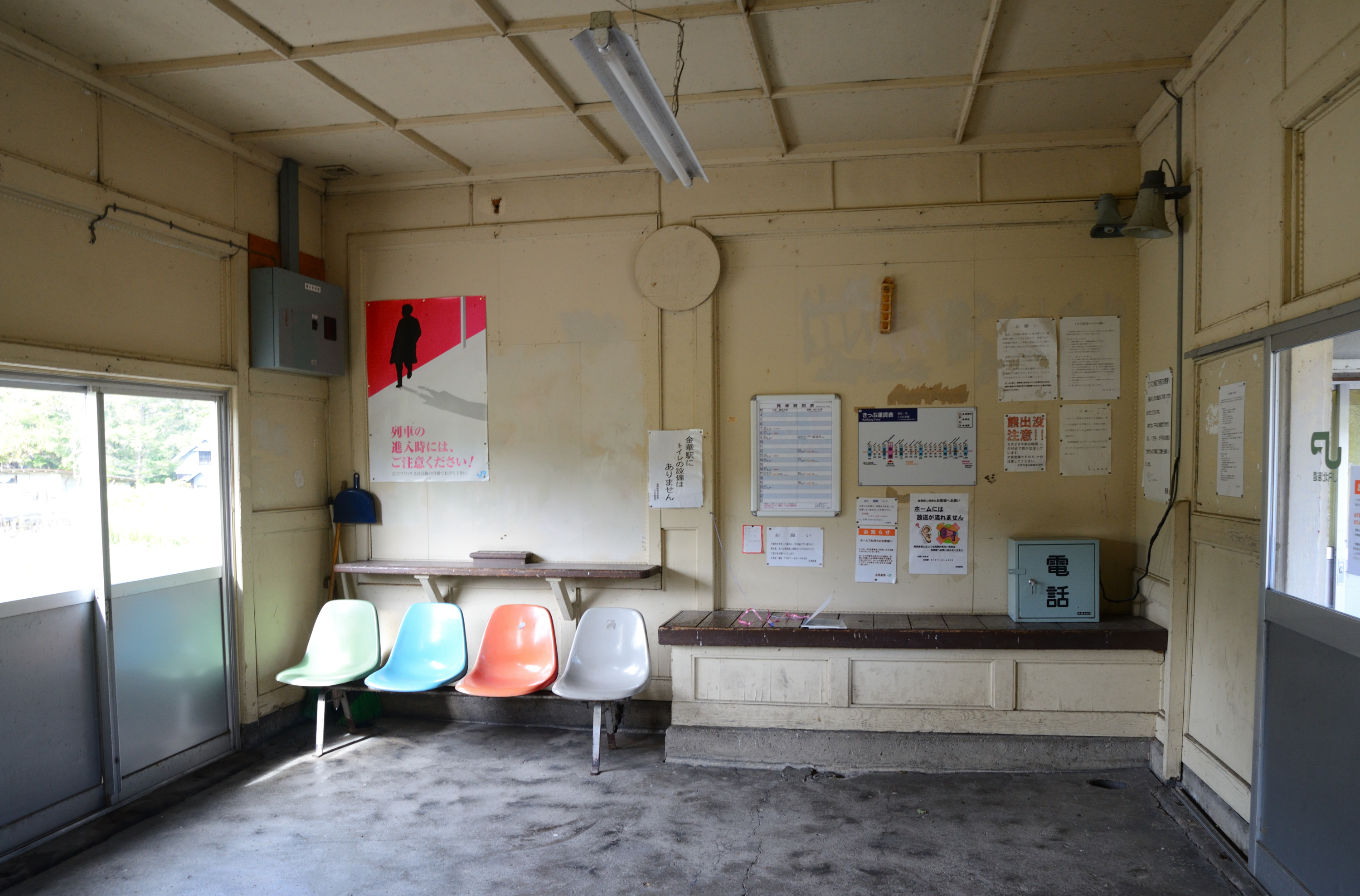
駅舎内

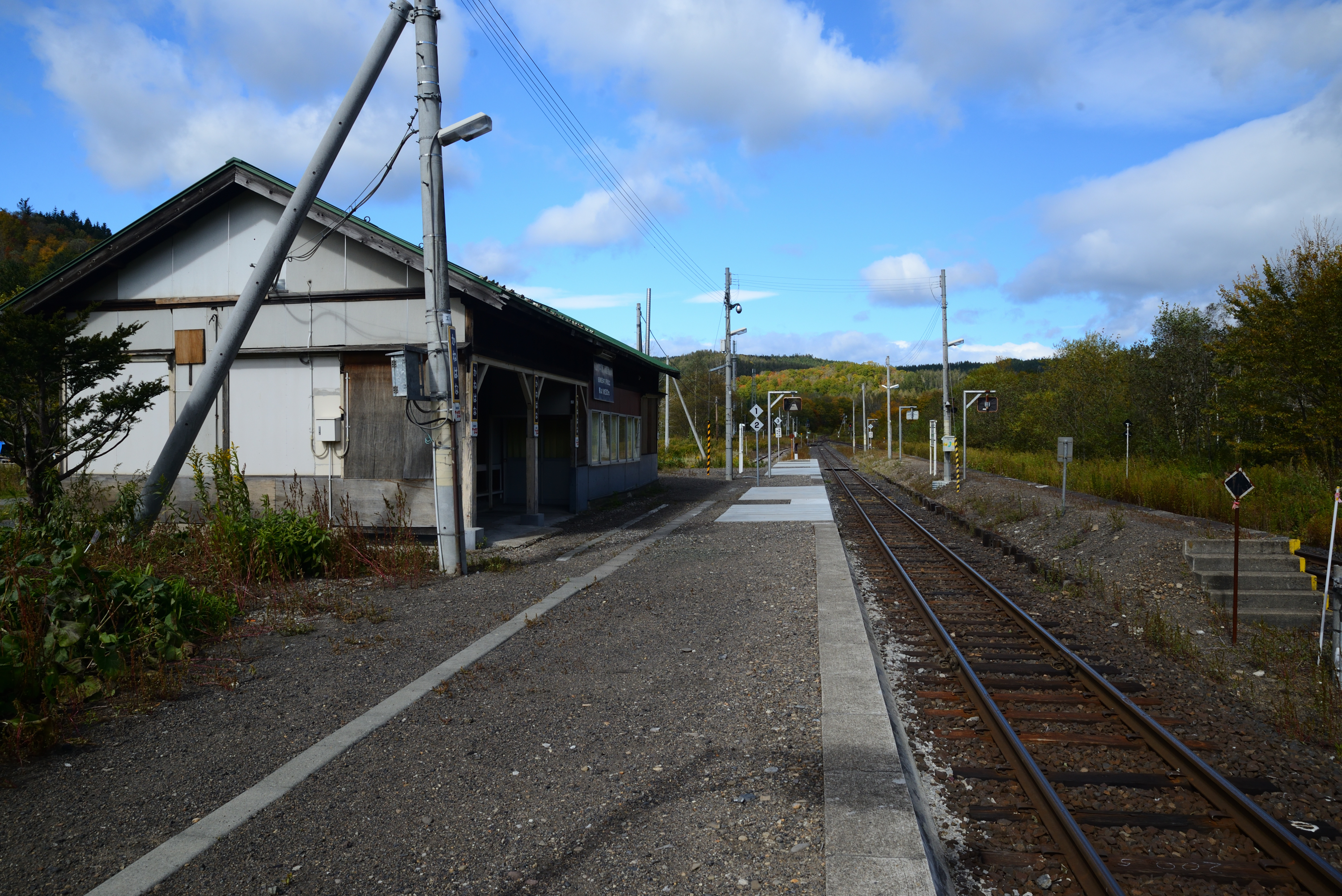
ホームの様子

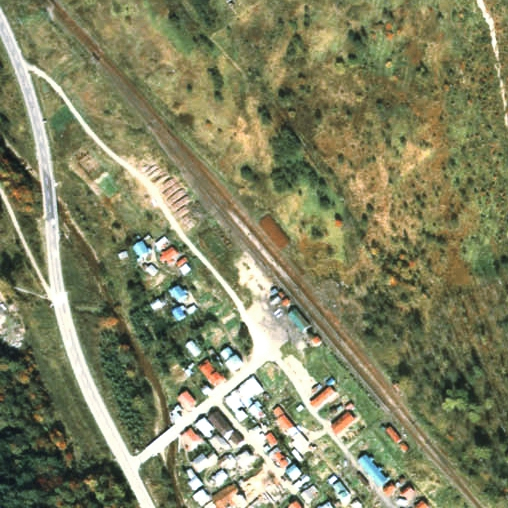
1977年の金華駅と周囲約500m範囲。右下が網走方面。

金華信号場（かねはなしんごうじょう）は、北海道北見市留辺蘂町金華にある北海道旅客鉄道（JR北海道）石北本線の信号場。電報略号はカネ。事務管理コードは▲122524。旅客営業時の駅番号はA54。

## 歴史
かつては駅であったが、2016年（平成28年）3月26日に旅客営業を廃止し、信号場となった。
- 1914年（大正3年）10月5日：鉄道院湧別軽便線留辺蘂駅 - 下生田原駅間開業にともない奔無加駅（ぽんむか）として開業[4]。一般駅[1]。
- 1916年（大正5年）11月7日：留辺蘂駅 - 遠軽駅間が1,067mmに改軌[4]。
- 1922年（大正11年）
  - 9月2日：軽便鉄道法廃止により湧別線に改称[1][4]。
  - 10月1日：遠軽駅 - 野付牛駅間を区間分離し、石北線に編入。
- 1949年（昭和24年）6月1日：日本国有鉄道に移管。
- 1951年（昭和26年）7月20日：金華駅に改称[1][5]。
- 1961年（昭和36年）4月1日：新旭川駅 - 網走駅間を石北本線に改称[4]。
- 1975年（昭和50年）12月25日：貨物扱い廃止[1]。
- 1983年（昭和58年）1月10日：荷物扱い廃止[1]。
- 1984年（昭和59年）
  - 1月19日：国鉄営業体制近代化の一環で窓口出札を廃止。翌月より職員を8人から運転扱いを行う3人に減員[6]。
  - 4月1日：CTC化により完全駅員無配置駅となる[6][7]。
- 1983年内：簡易委託廃止、完全無人化[8]。
- 1987年（昭和62年）4月1日：国鉄分割民営化により北海道旅客鉄道（JR北海道）に継承[1][4]。
- 1995年（平成7年）3月16日：同日のダイヤ改正で特別快速「きたみ」の停車駅となる。
- 2015年（平成27年）7月16日：2016年3月実施予定のダイヤ改正で当駅を廃止する方針を北見市へ通知[8]。
- 2016年（平成28年）
  - 3月17日：当駅待合室の壁にネジで固定されていた運賃表示板（縦約40センチ、横約60センチ）がなくなっていると利用者から通報があり、道警北見署は窃盗事件として捜査[9]。何者かによって留めていたネジが故意に外された上持ち去られたものとみられる。
  - 3月26日：利用者減少に伴い、同日のダイヤ改正で旅客扱いを廃止[3][10]。金華信号場となる[11]。

### 信号場名の由来
当初の駅名である「奔無加」は留辺蘂の西の外れで無加川（武華川、とも）に合流する支流の名称であり、アイヌ語の「ポンムカ（pon-muka）」（小さい・無加川）に由来する。なお、無加川を表す「muka」については一説には「氷上を越す」の意ではないかと解釈されているが、詳細な意味は不明である。
現在の名称は「武華」の「華」に付近に金鉱があることから「金」を組み合わせたものである。

## 構造
2線を有する単線行き違い型信号場である。
列車の折り返しが可能であり、列車の折り返し機能がない西留辺蘂駅を終着とする列車は、一旦当信号場へ回送したのち、再度西留辺蘂駅へ回送して同駅始発列車となる。
また、構内には他に横取線が1線あり、工事用車両が留置されることがある。
旅客駅当時は単式ホーム2面2線で、ホーム間の線路は両方と接するが、駅舎と反対側のホームの駅舎側は崩されており乗降は行わなかった。両ホームは構内踏切で連絡していた。北見駅管理の無人駅であり、トイレはなかった。先述の西留辺蘂駅終着・始発列車は、当信号場が旅客駅だった頃は当駅を終着・始発駅としていた。

### 旅客駅当時ののりば
| のりば | 路線      | 方向 | 行先                   | 備考            |
| ------ | --------- | ---- | ---------------------- | --------------- |
| 1      | ■石北本線 | 上り | 生田原・遠軽・旭川方面 |                 |
| 2      | ■石北本線 | 下り | 留辺蘂・北見・網走方面 | 当駅始発は1番線 |

## 利用状況
乗車人員の推移は以下のとおり。年間の値のみ判明している年については、当該年度の日数で除した値を括弧書きで1日平均欄に示す。乗降人員のみが判明している場合は、1/2した値を括弧書きで記した。
| 年度               | 乗車人員 | 乗車人員 | 出典   | 備考                                                 |
| 年度               | 年間     | 1日平均  | 出典   | 備考                                                 |
| ------------------ | -------- | -------- | ------ | ---------------------------------------------------- |
| 1964年（昭和39年） |          | 54       | [ 7 ]  | 乗降人員か乗車人員かは不明のため、乗車人員とみなす。 |
| 1968年（昭和44年） |          | 33       | [ 7 ]  | 乗降人員か乗車人員かは不明のため、乗車人員とみなす。 |
| 1978年（昭和53年） |          | 16       | [ 16 ] |                                                      |
| 1981年（昭和56年） |          | 11       | [ 7 ]  | 乗降人員か乗車人員かは不明のため、乗車人員とみなす。 |
| 1992年（平成04年） |          | (1.0)    | [ 17 ] | 1日乗降客数は2人                                     |

## 駅周辺
- 国道242号
- 奔無加川

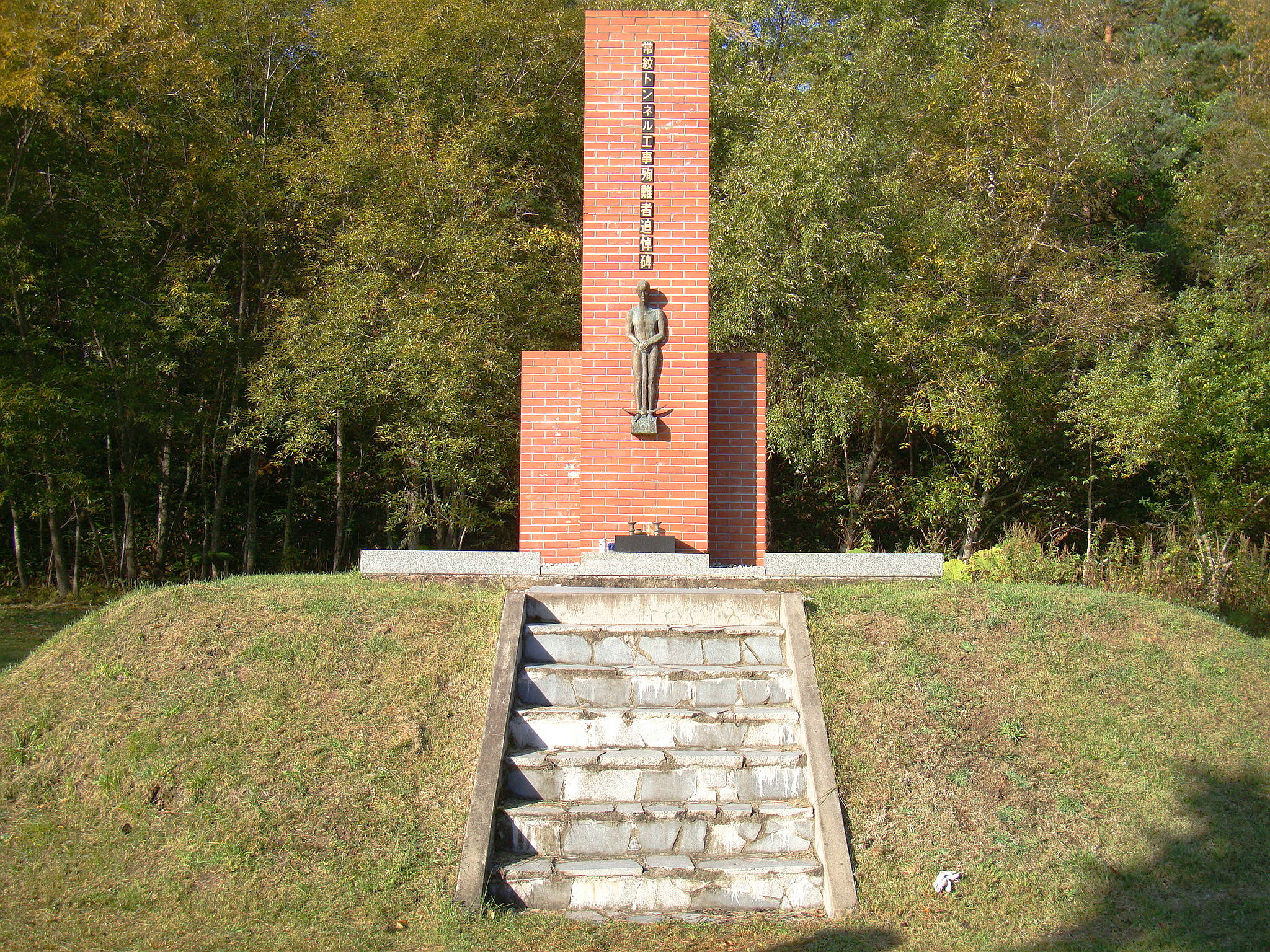
常紋トンネル工事殉職者追悼碑

  - 国道242号より東方へ北見市道金華停車場線を入り、奔無加川を渡る金華橋をへて、金華の集落と信号場前に至る。
- 常紋トンネル工事殉職者追悼碑 - 1980年（昭和55年）11月16日、留辺蘂町立金華小学校の跡地に建碑[18]。レリーフにはつるはしを手に瞑想する裸身の労働者が彫られている。当初はつるはしを振り上げた姿での制作が考えられていたが、作者の「死んでまで働かせることはない」との考えで現在の形でつくられた[18]。
- 金華小学校記念碑 - 常紋トンネル工事殉職者追悼碑の向かい側にある。金華小学校は1918年（大正7年）奔武華特別教授場として開校、1977年（昭和52年）に閉校し留辺蘂小学校に統合された。
- 金華地区 - 金華地区は信号場前の集落であり、廃屋が多いが数軒は人が住んでいる。1980年代頃までは一定の住民がおり、商店や国鉄官舎などがあったものの、その後官舎は廃止。著しい過疎化が進行し、1990年代には廃屋ばかりの集落となっている。2015年（平成27年）の国勢調査によれば金華地区の人口は7世帯13人。
- かつては金華地区西側から5キロ程金華峠方面に進んだ奔無加川上流沿いの山中に上金華（上奔武華）と称する集落もあった。上金華には1915年（大正4年）より愛媛県からの開拓団が入植したが、1969年（昭和44年）までに全戸離村。無人地区となっている。開拓地は植林され、野に還りつつある。1952年（昭和27年）に開校した上金華小学校は1963年（昭和38年）に閉校し金華小学校に統合された。上金華集落跡地入口や上金華小学校跡地には碑などが建っている。

## 隣の施設
北海道旅客鉄道（JR北海道）
■石北本線 
生田原駅 (A53) - *（常紋信号場） - 金華信号場 - 西留辺蘂駅 (A55)
*打消線は廃止信号場